# Robert-Gernhardt-Preis
Der Robert-Gernhardt-Preis ist ein Literaturpreis, der seit 2009 vom Hessischen Ministerium für Wissenschaft und Kunst und der Wirtschafts- und Infrastrukturbank Hessen vergeben wird.

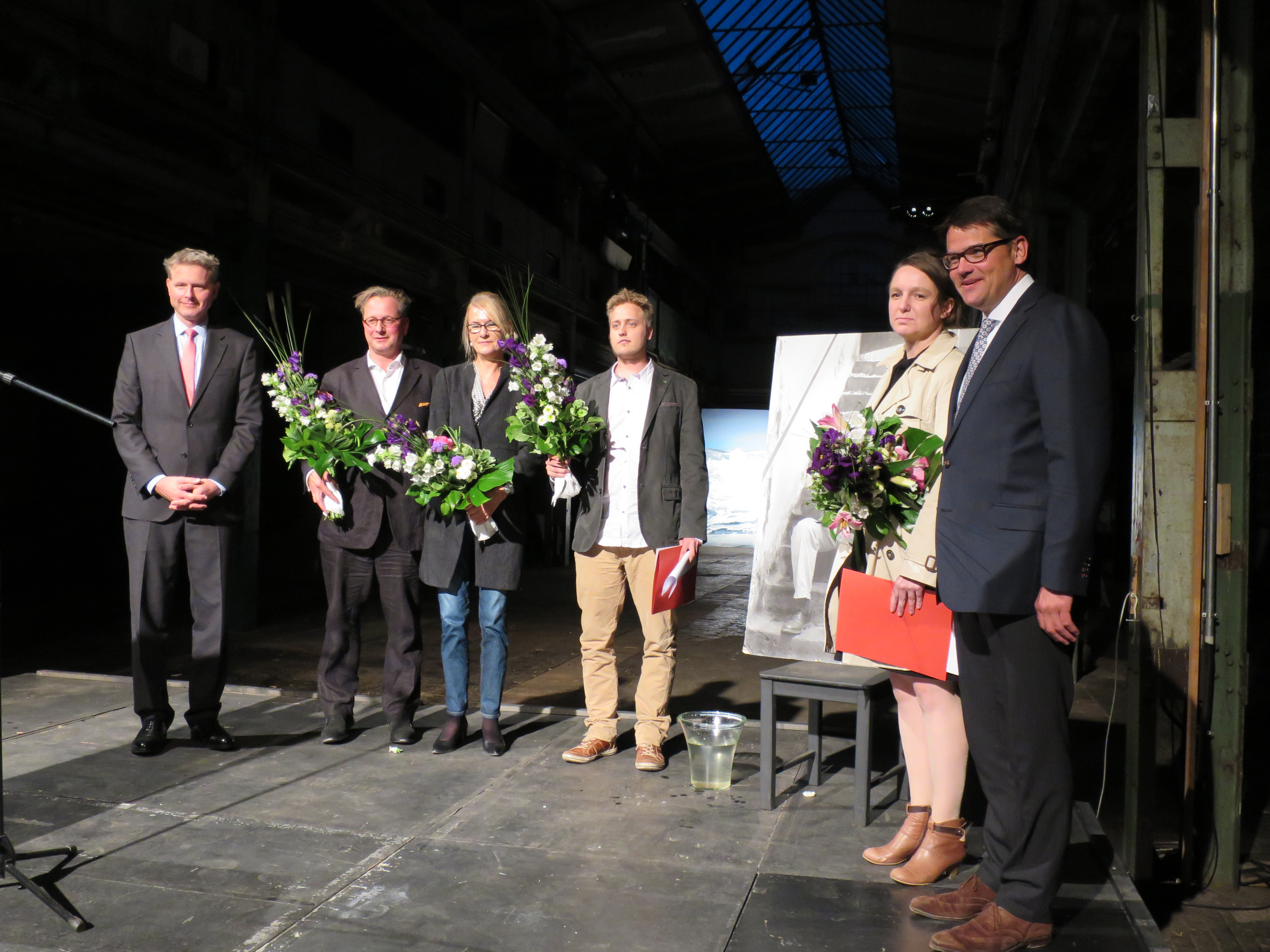
Verleihung des Robert Gernhardt Preises am 10. September 2014 in der Naxoshalle, Frankfurt am Main

## Geschichte

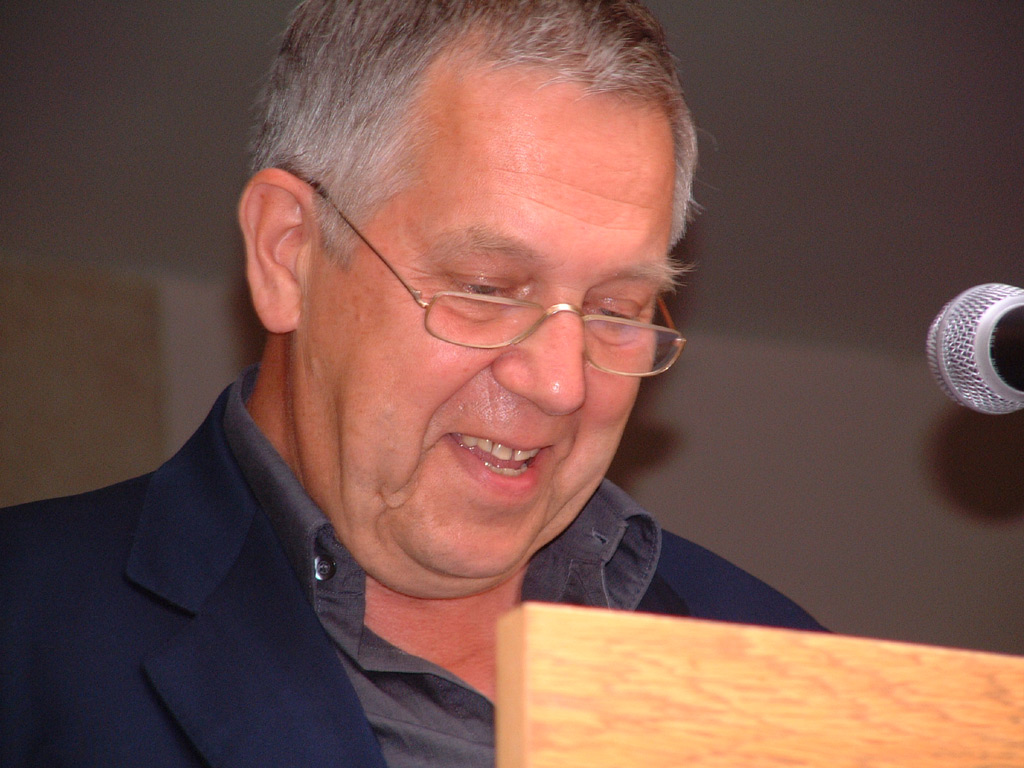
Robert Gernhardt (2001)

Der Preis wurde erstmals 2009 vergeben. Die Auszeichnung ist nach dem 2006 in Frankfurt am Main verstorbenen Autor, Zeichner und Maler Robert Gernhardt benannt.

## Preis
Der Preis soll es Autoren ermöglichen, ein größeres literarisches Projekt zu verwirklichen. Bewerber müssen bereits mindestens zwei literarische Werke veröffentlicht und einen Bezug zu Hessen haben.
Der Preis wird jährlich an jeweils zwei Autoren vergeben, von denen jeder ein Preisgeld von 12.000 Euro erhält. Im Jahr 2020 werden drei Projekte (mit insgesamt 36.000 Euro) gefördert, da der Preis 2019 nur für ein Projekt vergeben worden war. Das Preisgeld wird von der Wirtschafts- und Infrastrukturbank Hessen gestiftet.

## Jury

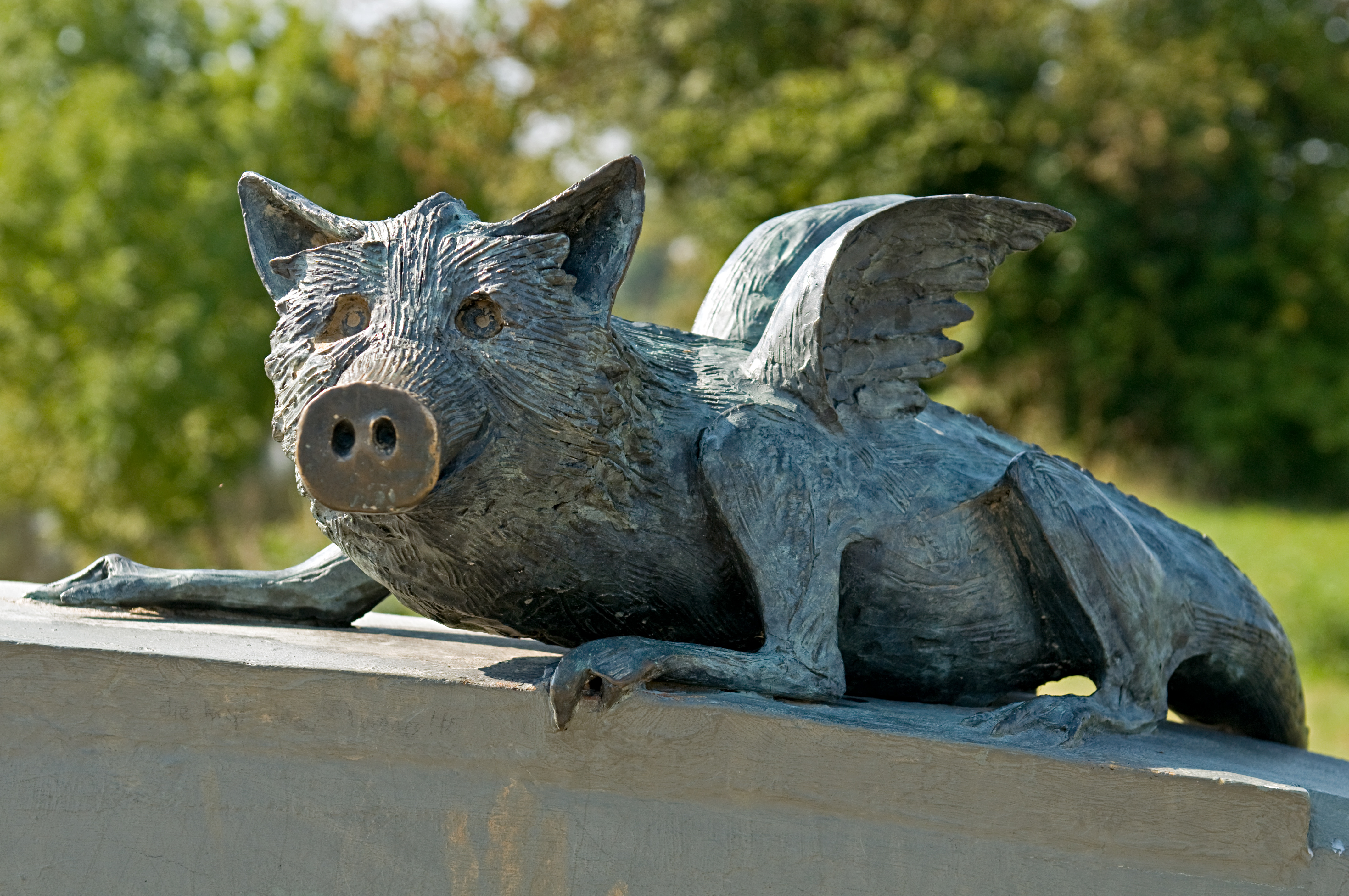
Das von Robert Gernhardt erstmals gesichtete Grüngürteltier – hier als Bronzeplastik auf der Robert-Gernhardt-Brücke über die Nidda in Frankfurt-Bonames – gratuliert allen Preisträgern ganz herzlich!

Über die Vergabe des Robert-Gernhardt-Preises entscheidet eine Jury, die aus der Frankfurter Autorin Eva Demski, dem Literaturwissenschaftler Karl-Heinz Götze (Professur für Deutsche Literatur und Landeskunde an der Universität Aix-Marseille), dem Frankfurter Literaturkritiker Christoph Schröder sowie je einem Vertreter der Wirtschafts- und Infrastrukturbank Hessen, des Hessischen Literaturforums im Mousonturm und des Hessischen Ministeriums für Wissenschaft und Kunst besteht.

## Preisträger
Soweit die Werke inzwischen veröffentlicht wurden, werden hier die bibliografischen Angaben der Veröffentlichung wiedergegeben. Soweit das noch nicht der Fall ist, sind die Titel der Projekte gelistet, für die die Autoren ausgezeichnet wurden.
- 2009
  - Christian Golusda und Elsemarie Maletzke für den Lyrikband Sturm und Tang. Frankfurt 2010, ISBN 978-3-940888-66-2.
  - Andreas Maier für den Roman Das Zimmer. Berlin 2010, ISBN 978-3-518-42174-1.
- 2010
  - Peter Kurzeck für den Roman Vorabend. eine autobiografische Chronik. Frankfurt 2011, ISBN 978-3-86600-079-7.
  - Andreas Martin Widmann für seinen Roman Die Glücksparade. Hamburg 2012, ISBN 978-3-498-03565-5.
- 2011
  - Thomas Gsella für den Lyrikband Viecher in Versen. München 2012, ISBN 978-3-570-10140-7.
  - Matthias Göritz für den Roman Träumer und Sünder. München 2013, ISBN 978-3-406-65282-0.
- 2012
  - Frank Witzel für sein Romanprojekt Die Erfindung der Roten Armee Fraktion durch einen manisch-depressiven Teenager im Sommer 1969. Berlin 2015, ISBN 978-3-95757-077-2.
  - Pete Smith für sein Romanprojekt Endspiel. Frankfurt am Main 2015, ISBN 978-3-95542-120-5[2].
- 2013
  - Ricarda Junge für ihren Roman Die letzten warmen Tage. Frankfurt 2014, ISBN 978-3-10-002218-9.
  - Paulus Böhmer für den Lyrikband Zum Wasser will alles Wasser will weg. Ostheim 2014, ISBN 978-3-941126-56-5.
- 2014
  - Kurt Drawert für sein Lyrikprojekt Verständnis und Abfall. Es erschien unter dem Titel Der Körper meiner Zeit. München 2016, ISBN 978-3-406-69801-9.
  - Ulrike Syha für ihr Romanprojekt Der Korridor
- 2015
  - Gila Lustiger für ihr Romanprojekt Die Entronnenen
  - Annika Scheffel für ihr Romanprojekt Hier ist es schön. Suhrkamp, Berlin 2018, ISBN 978-3-518-42794-1.
- 2016
  - Silke Scheuermann für das Lyrikprojekt Zweites Buch der Unruhe
  - Norbert Zähringer für sein Romanprojekt Wo wir waren. Reinbek 2019, ISBN 978-3-498-07669-6.
- 2017
  - Daniela Dröscher für ihr Romanprojekt Alle, die mich kennen
  - Maike Wetzel für ihr Romanprojekt Elly. Frankfurt 2018, ISBN 978-3-89561-286-2.
- 2018
  - Julia Wolf für ihr Romanprojekt Alte Mädchen
  - Florian Wacker für sein Romanprojekt Dikson
- 2019
  - Nina Bußmann für ihr Romanprojekt Dickicht. Berlin 2020, ISBN 978-3-518-42910-5.
- 2020
  - Sven Amtsberg für sein Romanprojekt Rakete Schmidt
  - Fatma Aydemir für ihr Romanprojekt Dschinns
  - Thomas Hettche für sein Romanprojekt Im Arvenschatten
- 2021
  - Fredy Gareis für sein Romanprojekt Kindermund
  - Tanja Paar für ihr Romanprojekt Der Ziegenzirkus
- 2022:
  - Jan Koneffke für seine Lyrik Abgesang[3]
  - Andreas Lehmann für sein Prosawerk Nichts als ein Name
- 2023:
  - Leona Stahlmann für ihre Erzählung Siebeninselsommer
  - Ulrike Almut Sandig für ihr Romanprojekt Die Düne
- 2024:
  - Christina Griebel für ihr Erzählprojekt Er ist niemals geflogen
  - Martin Piekar für seine geplante Veröffentlichung Vom Fällen eines Stammbaums